# 格施泰利峰
46°39′43″N 8°10′29.5″E / 46.66194°N 8.174861°E
格施泰利峰（德語：Gstellihorn）是瑞士伯恩州的山峰，位於該國南部，屬於伯尔尼山的一部分，海拔高度2,855米，每年平均降雨量2,465毫米。

## 外部連結
- Gstellihorn on Hikr （页面存档备份，存于）